# Ermida de Santo António (Baía da Folga)

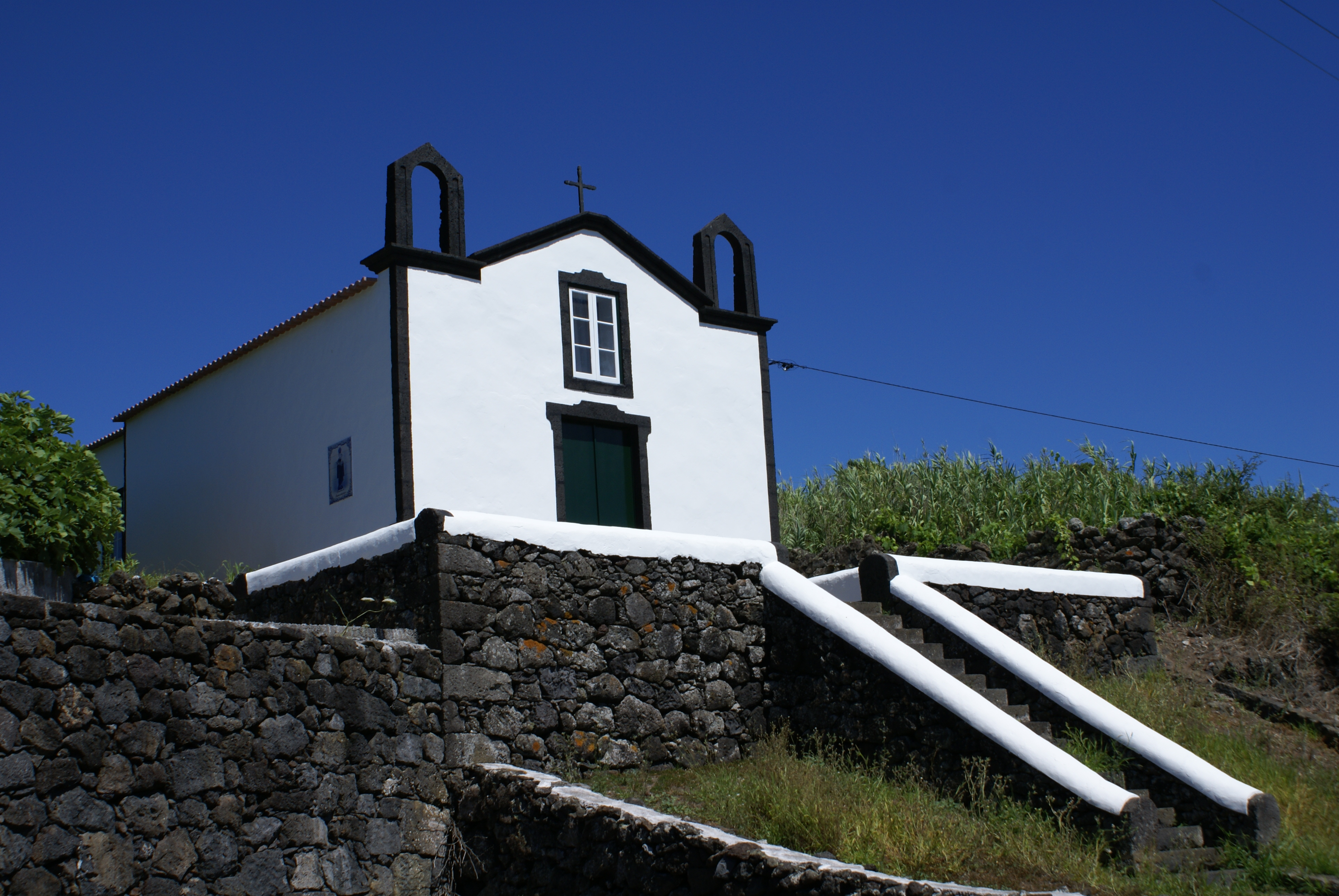
Ermida de Santo António, Baía da Folga.

A Ermida de Santo António é uma Ermida portuguesa localizada na Folga, Próxima ao Porto da Folga, fraguesia da Luz, concelho de Santa Cruz da Graciosa, na ilha Graciosa, no arquipélago dos Açores.
Esta ermida foi edificada nos finais do século XIX, sendo o acesso à mesma efectuado subindo uma alta escadaria.